# Soodabeh Salem
Soodabeh Salem (també Sudabeh Salam, en persa: سودابه سالم, nascuda el 1954 a Teheran) és una coneguda música iraniana, pianista i conductora de l'Iran's Children Orchestra.
Salem reeixí en fundar una orquestra per promoure la música per a nens malgrat nombroses dificultats. El rendiment de la seua orquestra va ser elogiat al Fajr Music Festival (2007).